# Kubok SSSR 1946
La Kubok SSSR 1946 fu la 7ª edizione del trofeo. Vide la vittoria finale dello Spartak Mosca, al suo terzo titolo, che vinse in finale contro la Dinamo Tbilisi.

## Formula
Il torneo aveva un formato ridotto: fu disputata alla fine della Pervaja Gruppa 1946, con tutti gli incontri disputati a Mosca. I turni furono solo quattro, come da tradizione ad eliminazione diretta, con gare di sola andata, eventuali supplementari in caso di parità al termine dei 90 minuti regolamentari e replay.
Vi parteciparono le dodici formazioni della Pervaja Gruppa 1946 cui si unirono Dinamo Riga, Spartak Užhorod, VVS Mosca e Piščevik Mosca.

## Ottavi di finale
Le gare furono disputate tra il 6 e l'8 ottobre 1946.
| Squadra 1             | Risultato   | Squadra 2                |
| --------------------- | ----------- | ------------------------ |
| CDKA Mosca            | 4 – 1       | Zenit Leningrado         |
| Torpedo Mosca         | 3 – 0       | Kryl'ja Sovetov Kujbyšev |
| Dinamo Mosca          | 4 – 0       | Piščevik Mosca           |
| Spartak Užhorod       | 4 – 3 (dts) | Dinamo Leningrado        |
| Spartak Mosca         | 6 – 2       | VVS Mosca                |
| Dinamo Kiev           | 3 – 0       | Dinamo Riga              |
| Kryl'ja Sovetov Mosca | 2 – 1       | Traktor Stalingrado      |
| Dinamo Tbilisi        | 2 – 0       | Dinamo Minsk             |

## Quarti di finale
Le gare furono disputate tra il 10 e il 13 ottobre 1946.
| Squadra 1             | Risultato   | Squadra 2       |
| --------------------- | ----------- | --------------- |
| Torpedo Mosca         | 4 – 0 (dts) | CDKA Mosca      |
| Dinamo Mosca          | 1 – 2       | Dinamo Tbilisi  |
| Spartak Mosca         | 5 – 0       | Spartak Užhorod |
| Kryl'ja Sovetov Mosca | 1 – 2 (dts) | Dinamo Mosca    |

## Semifinali
Le gare furono disputate il 15 e il 16 ottobre 1946.
| Squadra 1     | Risultato | Squadra 2      |
| ------------- | --------- | -------------- |
| Torpedo Mosca | 1 – 2     | Dinamo Tbilisi |
| Spartak Mosca | 3 – 1     | Dinamo Kiev    |

## Finale
| Mosca 14 ottobre 1946, ore ?:?                                                                   | Spartak Mosca | 3 – 2 (d.t.s.) referto        | Dinamo Tbilisi | Stadio Dinamo (Mosca) (70000 spett.) |
| \| \| \| \| \| Konov 9’ Glazkov 38’ Тimakov 99’ \| Marcatori \| 15’ Ghoghoberidze 22’ Antadze \| |               |                               |                |                                      |
|                                                                                                  |               |                               |                |                                      |
| Konov 9’ Glazkov 38’ Тimakov 99’                                                                 | Marcatori     | 15’ Ghoghoberidze 22’ Antadze |                |                                      |